# Arquipélago de San Blas

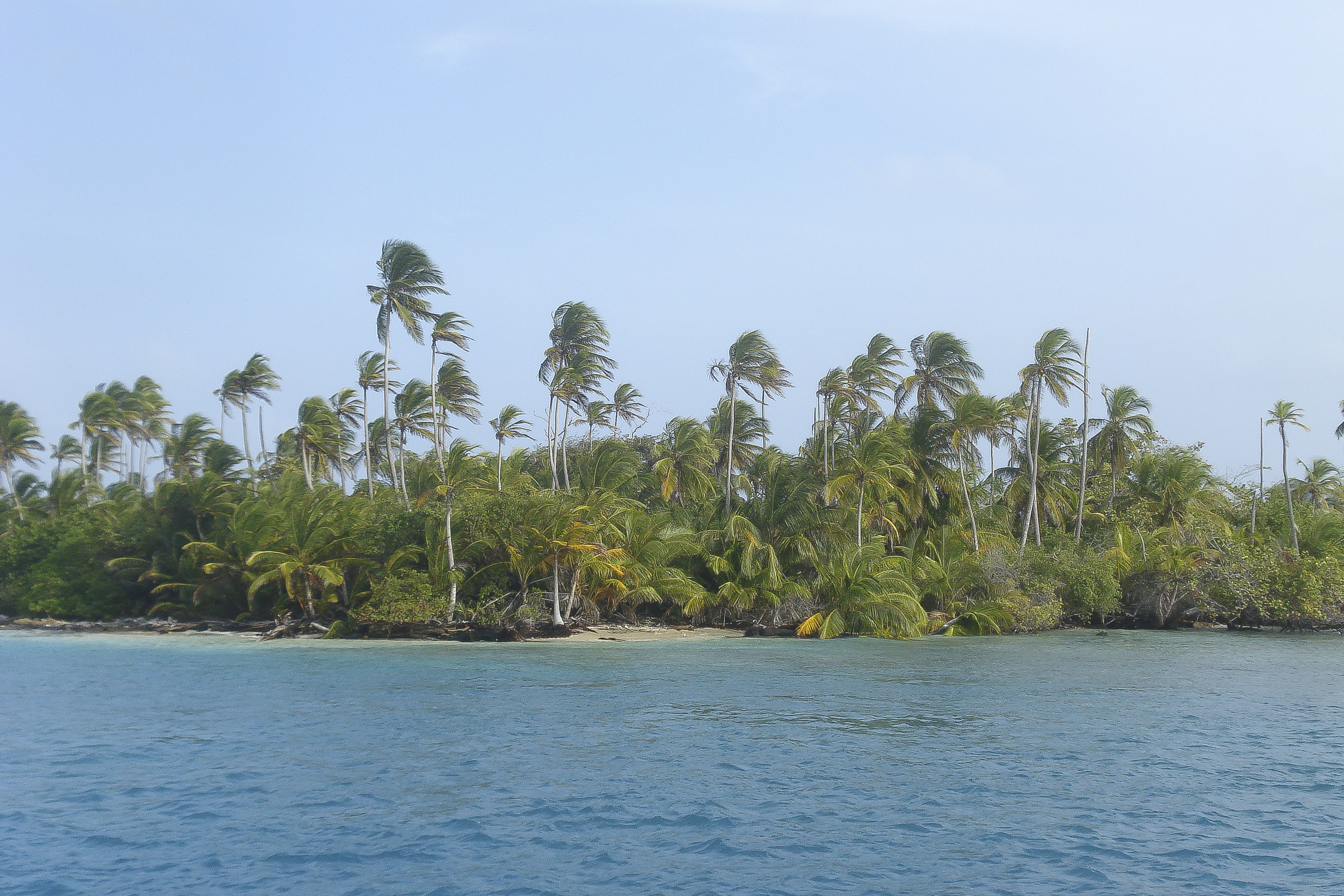
Uma das ilhas que compõem o arquipélago de San Blas, Panamá.

O Arquipélago de San Blas (também conhecido antes como Arquipélago das Mulatas) é um conjunto de 365 ilhas pertencentes ao Panamá situadas frente a costa norte do Istmo, ao leste do Canal do Panamá. É o lar dos índios Kuna, que formam parte da comarca Kuna Yala ao longo da costa caribenha do Panamá.

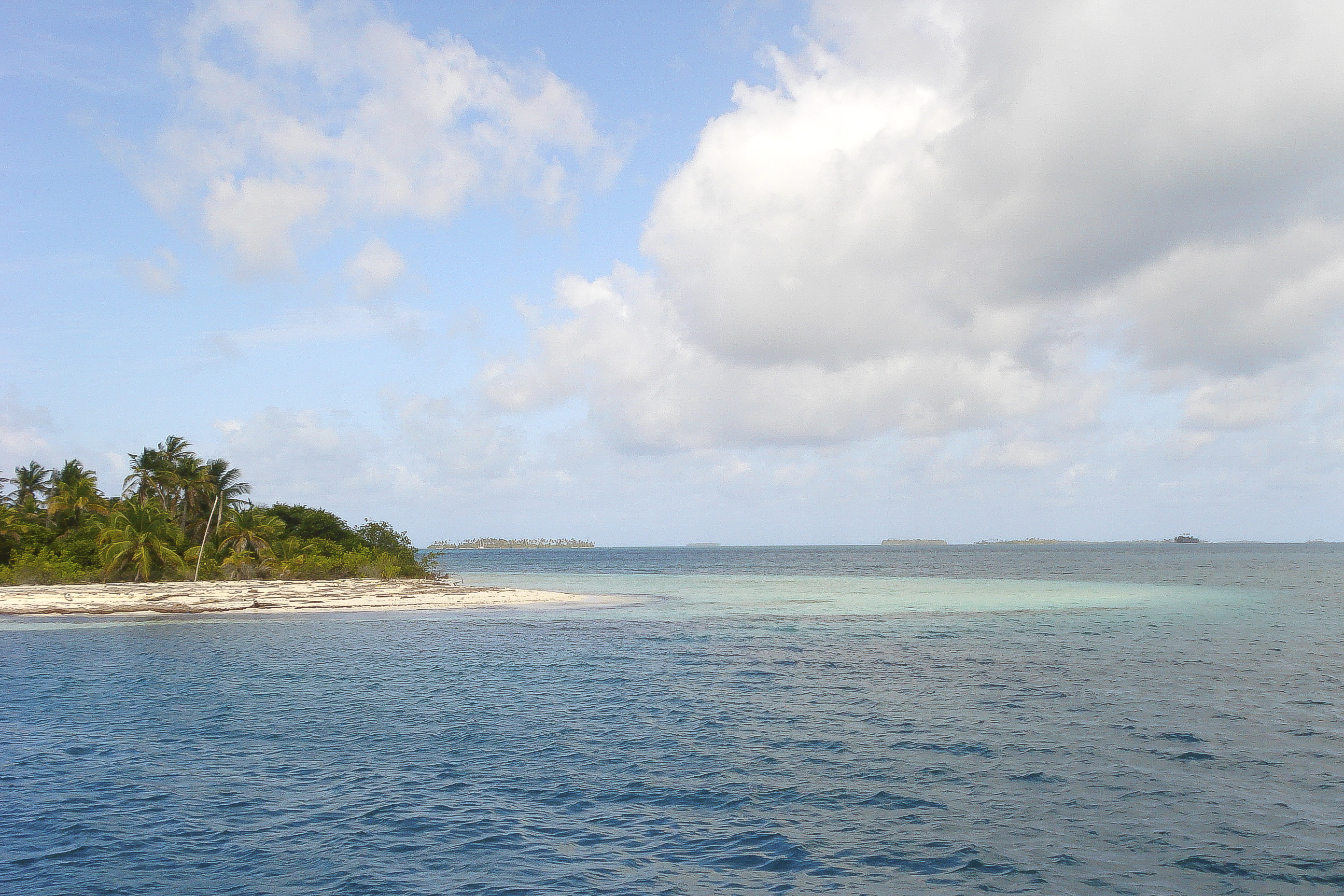
Uma das ilhas que compõem o arquipélago de San Blas, Panamá.

## A tradição e o legado

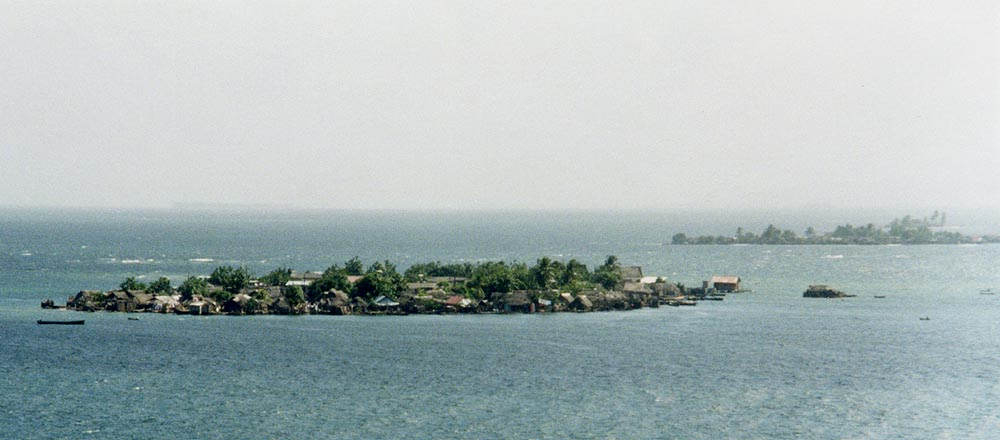
Vista parcial de algumas das Ilhas de San Blas.

Os índios kuna são conhecidos por sua arte decorativa, conhecida como molas. Os Molas habitualmente são muito brilhantes e coloridos e são, amiúde, usados como roupa. Antes de os missionários converterem os indígenas ao cristianismo, a maioria se vestia com roupa típica pintando além seus corpos, e utilizando desenhos coloridos. Quando chegaram os colonizadores muitos indígenas começaram a substituir suas vestimentas pela roupa trazida pelos missionarios, abandonando muitos de seus desenhos de pintura corporal.
Os indios kuna rendiam culto a um deus chamado Erragon. Muitos índios kuna foram expulsos do Panamá durante a invasão espanhola e outros fugiram em seus barcos a outras as ilhas dos arredores. O chefe de todas as ilhas vive em uma ilha chamada Acuadup, o que significa Ilha roca. Os kunas son caçadores e pescadores, são um povo muito limpo e em algumas das ilhas tem a oportunidade de assistir a escola. A maioria dos homens falam espanhol e as mulheres são as que cuidam mais de suas tradições.

## Turismo
O Arquipélago de San Blas se tem convertido em um dos destinos turísticos mais exuberantes do Panamá, famoso por suas charmosas praias de areia branca, suas águas transparentes, a arte e a impressionante cultura Kuna. Possui um aeroporto para voos domésticos a nível nacional, assim como hotéis fabricados com pencas refletindo o estilo das moradias das comarcas.